# Karungal
Karungal là một thị xã panchayat của quận Kanniyakumari thuộc bang Tamil Nadu, Ấn Độ.

## Nhân khẩu
Theo điều tra dân số năm 2001 của Ấn Độ, Karungal có dân số 15.832 người. Phái nam chiếm 49% tổng số dân và phái nữ chiếm 51%. Karungal có tỷ lệ 79% biết đọc biết viết, cao hơn tỷ lệ trung bình toàn quốc là 59,5%: tỷ lệ cho phái nam là 82%, và tỷ lệ cho phái nữ là 76%. Tại Karungal, 10% dân số nhỏ hơn 6 tuổi.